# Wolfhagen
Wolfhagen – miasto w Niemczech, w kraju związkowym Hesja, w rejencji Kassel, w powiecie Kassel.

## Współpraca
Miejscowości partnerskie:
- Heldrungen, Turyngia (kontakty utrzymuje ewangelicka gmina kościelna)
- Meldola, Włochy
- Ohrdruf, Turyngia
- Tergnier, Francja